# Male priče o velikoj ljubavi
Male priče o velikoj ljubavi četvrti je studijski album bosanskohercegovačkog rock sastava Zabranjeno pušenje, objavljen 1989. godine u izdanju diskografske kuće Diskoton.
Album je reizdan 1999. godine u izdanju TLN-Europa.

## Popis pjesama
Izvor: Discogs
| 1. | »Guzonjin sin«                   | Davor Sučić           | Sučić                  | 4:06 |
| 2. | »Javi mi«                        | Sučić, Lou Reed       | Sučić                  | 3:46 |
| 3. | »Piccola Storia de Grande Amore« | Nenad Janković, Sučić | Jadranko Džihan, Sučić | 5:01 |
| 4. | »Pišonja i Žuga u paklu droge«   | Sučić                 | Sučić                  | 5:14 |
| 5. | »Pklatovi (I dio)«               | Sučić, Janković       | Sučić                  | 5:23 |

| 1. | »Pklatovi (II dio)«     | Sučić           | Sučić | 3:16 |
| 2. | »Kanjon Drine«          | Sučić, Janković | Sučić | 3:56 |
| 3. | »12 sati«               | Sučić           | Sučić | 3:54 |
| 4. | »Straža pored Prizrena« | Sučić           | Sučić | 4:02 |
| 5. | »Zvijezda nad Balkanom« | Sučić           | Sučić | 4:13 |

## Izvođači i osoblje
Preneseno s omota albuma.
| Zabranjeno pušenje - Nele Karajlić – vokal - Davor Sučić – ritam gitara, prateći vokal - Predrag Kovačević – električna gitara - Jadranko Džihan – klavijature, prateći vokal - Darko Ostojić – bas-gitara, prateći vokal - Faris Arapović – bubnjevi Gostujući glazbenici - Goran Bregović - gitara (skladba B4), prateći vokal (skladba B4) - Tamara Štrelof – vokal (skladba A3) - Željko Babić – harmonika - Benjamin Isović – prateći vokal - Goran Petranović – prateći vokal - Srđan Velimirović – prateći vokal - Darko Poljak – saksofon - Dejan Sparavalo – violina - Muhamed Adaš – violina |  | Produkcija - Davor Sučić – produkcija - Predrag Kovačević – supervizor - Mufid Kosović – snimanje (RTV Sarajevo Studio 1 u Sarajevu) - Kiki Zurovac – menadžer Dizajn - Srđan Velimirović – dizajn - Dragoslav Popović – fotografija - Srđan Badrov – fotografija |